# Walter Hunziker
Walter Hunziker (1899-1974) fue un profesor suizo que es conocido como uno de los fundadores del estudio científico moderno del turismo con la publicación del primero libro de la disciplina, desarrolló el concepto de fondo de ahorro para viajes, de turismo social y cofundó la Association Internationale d'Experts Scientifiques du Tourisme (AIEST) y el Institut International de Glion. Él fundó el Instituto de Investigación Turística de la Universidad de St. Gallen, y fue director de la Federación Suiza de Turismo, miembro del Comité Asesor Suizo de Política Comercial y autor.

## Contribuciones científicas al Turismo
En marzo de 1936, Hunziker fue contratado como secretario de la Asociación Suiza de Turismo y, el 23 de octubre de 1937, fue nombrado director. En 1941, Hunziker inició estudios de posgrado en turismo en la Universidad de St. Gallen. Hunziker fundó un Instituto de Investigación Turística en la Universidad de St. Gallen junto con el fundado por Kurt Krapf en la Universidad de Berna. El Instituto ahora se conoce como Institut für Öffentliche Dienstleistungen und Tourismus (Instituto de Servicio Público y Turismo). En 1942, Hunziker escribió con Krapf (director del Instituto de Investigación de Turismo de Berna) el libro "Fundamentos de la doctrina general del turismo" (Grundriss der Allgemeinen Fremdenverkehrslehre), publicación que se convirtió en la obra estándar para la investigación básica en turismo.  
En 1943, Hunziker publicó el libro System und Hauptprobleme einer wissenschaftlichen Fremdenverkehrslehre. Pero Walter Hunziker y Kurt Krapf continuaron examinando el turismo no sólo desde una perspectiva económica, sino también sociológica. Hunziker no quería que el turismo tuviera un impacto negativo en los valores culturales ni del destino ni del turista.    En 1972, Hunziker definió los elementos esenciales de la ciencia del turismo como:
- comprender la naturaleza del turismo;
- definir y explicar los diversos términos y conceptos asociados con el turismo;
- desarrollar una pedagogía turística que sea práctica y no sólo teórica; y,
- abordar problemas relacionados con la política económica y la gestión empresarial.

### Turismo social
En el segundo Congreso de Turismo Social ocurrido en el año de 1959 en Austria, Walter Hunziker propuso la siguiente definición de turismo social que consideraba que el turismo agrega valor a la sociedad al aumentar la comprensión de otras culturas y, por lo tanto, reducir la xenofobia y el aislacionismo.   Por estas razones, Hunziker opinó que los gobiernos deberían apoyar y fomentar el turismo social. 
Como implementación pragmática de la idea de turismo social, Walter Hunziker codesarrolló el concepto del fondo de ahorro para viajes aplicable por el Gobierno suizo (Schweizerische Reisekasse o Reka). Este ahorro para viajes tendría la función de ayudar a las familias pobres a disfrutar de las vacaciones.   Hunziker fue presidente del fondo REKA en los años 1939-1974.

## Obras
- Hunziker, Walter; Krapf, Kurt (1941). Beiträge zur Fremdenverkehrslehre und Fremdenverkehrsgeschichte [Contributions to tourism education and tourism history]. Publikationen des schweizerischen Fremdenverkehrsverbandes 15. Bern: Fédération Suisse du Tourisme. OCLC 69064371.
- Hunziker, Walter; Krapf, Kurt (1942). Grundriss der Allgemeinen Fremdenverkehrslehre [Outline of the general teaching of tourism]. Seminars für Fremdenverkehr und Verkehrspolitik an der Handels-Hochschule St. Gallen 1. Zurich: Polygraphischer Verlag AG. OCLC 180109383.
- Hunziker, Walter (1943). System und Hauptprobleme einer wissenschaftlichen Fremdenverkehrslehre [System and main problems of scientific tourism research]. Handels-Hochschule (St. Gallen). Seminar fur Fremdenverkehr. Schriftenreihe (en alemán) 5. St. Gallen. OCLC 258154635.
- Hunziker, Walter; Kens, Andrew Gabriel (1951). Le Tourisme Social: caracteres et problemes [Social tourism: its nature and problems]. Publication de la Commission Scientifique de l'Alliance Internationale de Tourisme (en francés) 1. Geneva: Imprim. Federative SA. OCLC 255533141.
- Hunziker, Walter; Krapf, Kurt (1955). «Fremdenverkehr» [Tourism].  En Schweizerische Gesellschaft für Statistik und Volkswirtschaft, ed. Handbuch der Schweizerischen Volkswirtschaft (Bern: Benteli-Verlag) 1: 496-503. OCLC 605314141.
- Hunziker, Walter (1959). Betriebswirtschaftslehre des Fremdenverkehrs: Der Fremdenverkehrsbetrieb und seine Organisation [Business Administration of Tourism: The tourist industry and its organization]. Schriftenreihe des Seminars für Fremdenverkehr und Verkehrspolitik an der Hochschule St. Gallen (en alemán) 18. Bern: Gurtenverlag. OCLC 29890664.
- Hunziker, Walter (1972). Le tourisme: caracteristiques principales (en francés). Berne: Gurten.